# Parlamentswahl in Dschibuti 2018
- UMP: 57
- UDJ/PDD: 7
- CDU: 1

Die Parlamentswahl in Dschibuti 2018 fand am 23. Februar statt. Gewählt wurden alle 65 Mitglieder der Nationalversammlung von Dschibuti.

## Wahlergebnis
Die Union pour la majorité présidentielle (Union für die Präsidentenmehrheit, UMP) von Präsident Ismaël Omar Guelleh erhöhte ihre Mehrheit in der Nationalversammlung von 55 auf 57 Sitze. Das Oppositionsbündnis Union pour la démocratie et la justice – Parti djiboutien pour le développement (Union für Demokratie und Gerechtigkeit - Dschibutische Demokratische Partei, UDJ-PDD) gewann sieben Plätze. Andere große Oppositionsparteien boykottierten die Wahlen mit der Begründung, dass sie nicht fair oder transparent seien. Diese hatten bereits die Präsidentschaftswahl 2016 boykottiert, bei denen Guelleh, der seit 1999 an der Macht ist, wiedergewählt worden war.
Premierminister Abdoulkader Kamil Mohamed, ein Schwager des Präsidenten, sagte, dass der Wahlprozess transparent gewesen sei und in einem ruhigen Umfeld durchgeführt worden sei. Die Zahl der Frauen im neuen Parlament hatte sich von sieben auf 15 mehr als verdoppelt, nachdem im Januar 2018 eine Frauenquote von 25 % (vorher 10 %) eingeführt worden war.
| Listen                                                  | Listen                                                                          | Stimmen | %    | Mandate |
| ------------------------------------------------------- | ------------------------------------------------------------------------------- | ------- | ---- | ------- |
|                                                         | Union pour la majorité présidentielle                                           | 105.278 | 87,8 | 57      |
|                                                         | Union pour la démocratie et la justice – Parti djiboutien pour le développement | 13.088  | 10,9 | 7       |
|                                                         | Centre des démocrates unifiés                                                   | 811     | 0,7  | 1       |
|                                                         | Alliance républicaine pour le développement                                     | 684     | 0,6  | –       |
| Gesamt                                                  | Gesamt                                                                          | 119.861 | 100  | 65      |
|                                                         |                                                                                 |         |      |         |
| Ungültige Stimmen                                       | Ungültige Stimmen                                                               | 4.073   | 3,3  |         |
| Wähler                                                  | Wähler                                                                          | 123.934 | 63,8 |         |
| Wahlberechtigte                                         | Wahlberechtigte                                                                 | 194.169 |      |         |
|                                                         |                                                                                 |         |      |         |
| Quellen: Conseil constitutionnelle – Afrikanische Union |                                                                                 |         |      |         |